# Anneli Repola
Marja Anneli Repola (* 5. März 1954 in Seinäjoki) ist eine ehemalige finnische Eisschnellläuferin.

## Werdegang
Peretti, die für die Seinäjoen Urheilijat startete, wurde im jeweils zweimal finnische Meisterin im Mini-Mehrkampf (1979, 1980) sowie im Sprint-Mehrkampf (1971, 1980) und jeweils einmal über 1000 m (1970) und 1500 m (1970). Zudem errang sie bei finnischen Meisterschaften achtmal den dritten und sechsmal den zweiten Platz. International trat sie erstmals bei der Mehrkampfweltmeisterschaft 1971 in Helsinki in Erscheinung und kam dort auf den 15. Platz im Mini-Mehrkampf. In der Saison 1971/72 lief sie bei der Mehrkampfeuropameisterschaft 1972 in Inzell auf den 21. Platz und bei der Mehrkampfweltmeisterschaft 1972 in Heerenveen auf den 25. Rang im Mini-Mehrkampf. In der folgenden Saison wurde sie bei der 3-Bahnen-Tournee in Inzell Zweite im Sprint-Mehrkampf und erreichte bei der Mehrkampfweltmeisterschaft 1973 in Strömsund den 24. Platz im Mini-Mehrkampf. Nachdem sie von 1973 bis 1979 meist an nationalen Rennen teilgenommen hatte, startete sie in der Saison 1979/80 nochmals international. Dabei belegte sie bei der Mehrkampfweltmeisterschaft 1980 in Hamar den 25. Platz im Mini-Mehrkampf und bei den Olympischen Winterspielen im Februar 1980 in Lake Placid den 28. Platz über 1000 m, den 21. Rang über 1500 m, den 20. Platz über 500 m sowie den 15. Platz über 3000 m.

## Erfolge

### Olympische Spiele
- 1980 Lake Placid: 15. Platz 3000 m, 20. Platz 500 m, 21. Platz 1500 m, 28. Platz 1000 m

### Mehrkampf-Weltmeisterschaften
- 1971 Helsinki: 15. Platz Mini-Mehrkampf
- 1972 Heerenveen: 25. Platz Mini-Mehrkampf
- 1973 Strömsund: 24. Platz Mini-Mehrkampf
- 1980 Hamar: 25. Platz Mini-Mehrkampf

### Mehrkampf-Europameisterschaften
- 1972 Inzell: 21. Platz Mini-Mehrkampf

## Persönliche Bestleistungen
| Disziplin | Zeit        | Datum             | Ort       |
| --------- | ----------- | ----------------- | --------- |
| 500 m     | 42,09 s     | 14. April 1980    | Alma-Ata  |
| 1000 m    | 1:27,68 min | 13. April 1980    | Alma-Ata  |
| 1500 m    | 2:14,00 min | 19. Januar 1980   | Davos     |
| 3000 m    | 4:47,72 min | 26. Dezember 1979 | Inzell    |
| 5000 m    | 9:01,10 min | 22. März 1978     | Seinäjoki |